# Jan Železný (sportowiec)
Jan Železný (ur. 16 czerwca 1966 w Mladej Boleslavi) – czeski lekkoatleta specjalizujący się w rzucie oszczepem, który w pierwszych latach kariery startował w barwach Czechosłowacji.
Trzykrotny złoty medalista igrzysk olimpijskich (Barcelona 1992, Atlanta 1996 oraz Sydney 2000) oraz jednokrotny srebrny (Seul 1988). Mistrz świata z 1993, 1995 i 2001 oraz brązowy medalista z 1987 i 1999 roku – osiągnięcia te czynią go najbardziej utytułowanym w swojej konkurencji w historii światowego czempionatu. Zdobył dwa brązowe (w 1994 i 2006) medale mistrzostw Europy. Zwyciężał w pucharze świata oraz finale Grand Prix IAAF. Železný pięć razy poprawiał rekord świata – jest aktualnym rekordzistą globu w rzucie oszczepem – wynik 98,48 (25 maja 1996, Jena) jest więc także rekordem Europy oraz najlepszym wynikiem w historii czeskiej lekkoatletyki. W swojej karierze Czech ustanawiał także rekord swojego kraju w kategorii młodzieżowców. Jest pierwszym w historii oszczepnikiem, który wywalczył trzy razy z rzędu mistrzostwo olimpijskie oraz jednym, który posiada aż cztery medale igrzysk. Jako pierwszy w historii rzucił oszczepem nowego typu ponad 94 metry. 52 razy w karierze rzucił oszczepem nowego typu ponad 90 metrów – to więcej niż wszyscy pozostali oszczepnicy w sumie, a w 246 startach od 1986 roku 210 razy posłał oszczep na odległość ponad 80 metrów. W latach 1991–2001 wygrał 106 ze 135 konkursów, w których startował. Powszechnie uważany jest za największego zawodnika w historii rzutu oszczepem.
Syn Jaroslava i Jany – oboje rodzice byli w młodości czynnymi lekkoatletami i uprawiali rzut oszczepem (jego matka była rekordzistką Czechosłowacji juniorek). Zdobył dwa złote medale mistrzostw Czechosłowacji oraz dwukrotnie był mistrzem Czech. W 2001 został odznaczony Medalem za Zasługi III Stopnia. Jest członkiem Międzynarodowego Komitetu Olimpijskiego.

## Kariera sportowa

### Początki
W szkole podstawowej osiągał bardzo dobre wyniki w rzucie piłeczką palantową (ok. 78 metrów), a jego głównym rywalem był późniejszy hokeista NHL Michal Pivoňka. Pierwszym sportem, który zaczął uprawiać była piłka ręczna. W okresie nauki zajmował się także hokejem na lodzie oraz tenisem ziemnym.

### Kariera juniorska
W rzucie oszczepem zaczął startować w 1982 roku, a jego trenerem był ojciec – 14 września tego roku w Kladnie uzyskał wynik 57,49. W kolejnym sezonie w Bańskiej Bystrzycy uzyskał wynik 74,34, a następnie – mając 17 lat – zajął szóstą lokatę w rozegranych w Austrii mistrzostwach Europy juniorów. Rok 1984 rozpoczął od zajęcia, z wynikiem 73,06, pierwszego miejsca na zawodach we Wrocławiu. 28 sierpnia w Pradze uzyskał najlepszy rezultat sezonu – 77,72. W pierwszym starcie w sezonie 1985 uzyskał wynik 84,68 jednak na rozegranym w końcu sierpnia tego roku w Chociebużu juniorskim czempionacie Starego Kontynentu uplasował się tuż za podium na czwartym miejscu z rezultatem 75,10.

### 1986–1988
Rok 1986 był pierwszym w seniorskiej karierze zawodnika – w Bratysławie zdobył pierwsze mistrzostwo Czechosłowacji, natomiast w swoim debiucie na seniorskich mistrzostwach Europy, w Stuttgarcie, odpadł w eliminacjach.
Na początek sezonu 1987 Železný 31 maja w Nitrze wynikiem 87,66 pierwszy raz w karierze ustanowił rekord świata, a następnie zajął trzecie miejsce w finale pucharu Europy. Na rozgrywane na Stadio Olimpico mistrzostwa świata jechał w roli faworyta – w eliminacjach osiągnął rezultat 79,20 i zajmując piąte miejsce awansował do finału. Finał zawodów odbył się 30 sierpnia, a Czech z wynikiem 82,20 zajął w nim trzecie miejsce zdobywając swój pierwszy medal na dużej imprezie międzynarodowej – mistrzem globu został wówczas Fin Seppo Räty, a wicemistrzem Wiktor Jewsiukow ze Związku Radzieckiego.
Sezon 1988 rozpoczął od dwóch startów w Nowej Zelandii – 20 lutego wygrał w Hamilton z wynikiem 82,20, a tydzień później w Auckland z rezultatem 83,38. W całym roku wystartował dziesięciokrotnie przegrywając tylko dwa razy – 30 czerwca w Helsinkach był szósty, a 25 września zajął w Seulu drugą lokatę na igrzyskach olimpijskich.

#### Letnie Igrzyska Olimpijskie 1988
W eliminacjach, które odbył się 24 września Czech osiągnął najlepszy wynik spośród wszystkich biorących udział w zawodach – 85,90. Finał zmagań podczas igrzysk zaplanowano na 25 września. Początkowo w konkursie prowadził Tapio Korjus, a Železný po niemierzonej pierwszej próbie po drugim rzucie awansował na trzecie miejsce. W trzecie serii na prowadzenie, dzięki rzutowi na odległość 83,26 wyszedł Seppo Räty – pierwszą lokatę w czwartej kolejce rzutów odebrał mu Czech osiągając 83,46. Sytuacja ta utrzymała się przez piątą kolejkę, a dopiero w ostatniej – szóstej – serii złoty medal zapewnił sobie Korjus wynikiem 84,28. Železný poprawił się jeszcze w ostatniej próbie jednak wynik 84,12 dał mu tylko srebrny medal. Brąz zdobył Seppo Räty.

### 1989–1992
Rok 1989 rozpoczął od startów w maju w Japonii. W swoim czwartym występie, 14 czerwca w Bratysławie, rzucił 84,74 – swój najlepszy wynik w sezonie. Największym sukcesem Czecha w 1989 roku było zajęcie w Gateshead drugiej lokaty w finale pucharu Europy.
13 czerwca 1990 roku w Oslo rzucił 86,02, a 22 lipca w Pradze zdobył drugi w karierze tytuł mistrza Czechosłowacji. Był faworytem rozgrywanych w końcu sierpnia mistrzostw Europy jednak podczas tej imprezy uzyskał w eliminacjach wynik 77,64 i nie wywalczył awansu do finału.
W sezonie 1991 Železný prezentował bardzo równą formę – 4 czerwca w Bratysławie rzucił 90,40, a 10 lipca w Lozannie na mityngu Athletissima poprawił swój najlepszy wynik osiągając odległość 90,72. Dziesięć dni później stracił miano rekordzisty świata gdy w Londynie Steve Backley rzucił 90,98. Wygrał zawody finałowe pucharu Europy. Czech w ostatnim starcie przed mistrzostwami globu uzyskał w Zurychu wynik 88,78 jednak podczas samego czempionatu w Tokio z wynikiem 76,26 zajął odległą 18. lokatę w eliminacjach i nie awansował do finału. Po niepowodzeniu w Japonii Železný zakończył sezon startami w Sheffield (z wynikiem 89,58) oraz Barcelonie (z wynikiem 87,76).
Sezon olimpijski rozpoczął od zwycięstwa – z wynikiem 79,78 – na zawodach w Pradze 20 czerwca 1992, a cztery dni później w Ostrawa uzyskał wynik 90,02. W całym 1992 przegrał tylko jeden raz – 14 sierpnia w Sheffield był drugi z wynikiem 85,92. Na koniec sezonu zwyciężył we wrześniu w pucharze świata, który rozegrano w Hawanie.

#### Letnie Igrzyska Olimpijskie 1992
Konkurs oszczepników na igrzyskach w Barcelonie odbył się 8 sierpnia. Czech w rundzie eliminacyjnej z wynikiem 83,96 zajął pierwsze miejsce i wywalczył awans do finału. W finale już w pierwszym rzucie uzyskał swój najlepszy rezultat – 89,66 – poprawiając jednocześnie rekord olimpijski. W kolejnych seriach Czech nie poprawił już swojego wyniku i zdobył pierwsze w karierze złoto. Srebro z wynikiem 86,60 przypadło Finowi Seppo Räty, a brąz zawodnikowi Wielkiej Brytanii Steve’owi Backleyowi.

### 1993–1996
W pierwszym starcie w sezonie – 6 kwietnia 1993 w południowoafrykańskim Polokwane – trzeci raz w karierze poprawił rekord świata uzyskując wynik 95,54 (poprzednim rekordzistą był Steve Backley, który w 1992 rzucił 91,46). Wygrał konkurs oszczepników podczas zawodów superligi pucharu Europy. Na mistrzostwach świata w Stuttgarcie w eliminacjach rzucił 83,22 i z pierwszego miejsca awansował do finału. Finał czempionatu odbył się w poniedziałek 16 sierpnia – Železný wynikiem 85,98 ustanowił nowy rekord mistrzostw oraz pokonując Kimmo Kinnunena z Finlandii i Brytyjczyka Micka Hilla zdobył pierwszy w karierze tytuł mistrza świata. Po sukcesie w Niemczech na zawodach w Sheffield, 29 sierpnia, poprawił drugi raz w sezonie rekord świata rzucając 95,66. Był to pierwszy lekkoatletyczny rekord świata ustanowiony w tej miejscowości.
Główną imprezą 1994 roku był rozgrywane w Helsinkach mistrzostw Europy. Sezon Czech zaczął wcześnie startując 29 stycznia w Auckland – wygrał z wynikiem 80,70. Ponownie w tym nowozelandzkim mieście wystąpił 29 marca osiągając rezultat 85,42. Granicę 90 metrów pierwszy raz w 1994 roku przekroczył 4 czerwca 1994 na memoriale Kusocińskiego rzucając w Lublinie 91,50 – później w 1994 jeszcze dwa razy osiągał lepsze wyniki – 91,68 w Gateshead oraz 91,82 w Sheffield. 10 lipca zdobył pierwszy z dwóch złotych medali mistrzostw Czech. Na czempionacie Starego Kontynentu osiągnął w eliminacjach wynik 83,88, a w finale – w drugiej serii rzutów – uzyskał 82,58 i ostatecznie zdobył brązowy medal. Zawody wygrał wówczas Steve Backley, a srebro przypadło Seppo Räty.
Pierwsze starty w 1995 roku Železný miał w maju – na początku miesiąca zwyciężył z wynikiem 81,26 w Santiago, a 14 maja wynikiem 88,20 zapewnił sobie wygraną na zawodach w São Paulo. Kolejne starty m.in. w Bratysławie, Ostrawie i Warszawie przynosiły mu zwycięstwa. Najważniejszymi zawodami roku były rozegrane w Göteborgu mistrzostwa świata. Eliminacje podczas czempionatu odbyły 11 sierpnia, a Czech w drugiej próbie osiągnął rezultat 90,12 i wygrał rundę kwalifikacyjną. Finał zawodów miał miejsce na stadionie Ullevi w niedzielę 13 sierpnia. Po pierwszej serii zawodów prowadził Niemiec Raymond Hecht, a Železný był czwarty. Na prowadzenie reprezentant Czech wyszedł w przedostatniej kolejce dzięki rzutowi na odległość 88,92, który to rezultat poprawił jeszcze w ostatniej próbie rzucając 89,06. W ostatecznej klasyfikacji zawodów czeski oszczepnik – zdobywając drugi z rzędu medal światowego czempionatu – pokonał drugiego Backleya oraz trzeciego Borisa Henry’ego z Niemiec.
Pierwszy start w sezonie olimpijskim 1996 Czech wygrał rzucając 4 kwietnia w Polokwane 90,24. Cztery dni później zwyciężył w zawodach w Pretorii z wynikiem 91,50. 25 maja na stadionie w Jenie podczas mityngu EAA rzutem na odległość 98,48 ustanowił nadal aktualny rekord świata (seria: 87,76–92,88–98,48–91,44–x–87,88) w rzucie oszczepem mężczyzn. W kolejnym starcie na zawodach Zlatá Tretra w Ostrawie uzyskał wynik 94,64. We wrześniu zdobył drugi i zarazem ostatni w karierze tytuł mistrza Czech, a sezon ukończył w Tokio wygrywając 16 września zawody z wynikiem 89,32.

#### Letnie Igrzyska Olimpijskie 1996
Eliminacje rzutu oszczepem na igrzyskach w Atlancie odbył się 2 sierpnia. Uzyskując wynik 86,52 Železný zajął w kwalifikacjach ostatecznie drugą lokatę przegrywając jedynie z Grekiem Konstadinosem Gatsiudisem. Finał olimpijskich zmagań oszczepników odbył się 3 sierpnia. Po pierwszej kolejce rzutów na czele był Brytyjczyk Steve Backley, który rzucił 87,44, a Czech plasował się wówczas na ostatniej pozycji ponieważ oddał niemierzoną próbę. W drugiej kolejce Železný wysunął się na czoło dzięki swojej najlepszej próbie 88,16. Ostatecznie zawody zakończyły się zwycięstwem czeskiego miotacza, który zdobył drugie z rzędu mistrzostwo olimpijskie – wcześniej sztuka ta udała się tylko Szwedowi Ericowi Lemmingowi, który wygrywał w 1908 i 1912 roku. W Atlancie srebro zdobył Backley (z wynikiem 87,44), a brąz wywalczył Seppo Räty, który w ostatniej próbie posłał oszczep na odległość 86,98.

### 1997–2000
W 1997 sezon Czech zaczął od wygrania 26 marca zawodów w Stellenbosch, podczas których uzyskał rezultat 94,02. Granicę 90 metrów pokonał jeszcze dwa razy wygrywając mityngi Kapsztadzie 8 kwietnia (91,24) oraz w Ostrawie 28 maja (92,42). Najważniejszymi zawodami w roku były odbywające się na początku sierpnia w Atenach mistrzostwa świata. Eliminacje rozegrane 3 sierpnia Czech z wynikiem 83,66 zakończył na pierwszym miejscu. Finał zawodów odbył się 5 sierpnia – po dwóch pierwszych niemierzonych próbach w trzecie kolejce uzyskał wynik 82,04 i zajął ostatecznie dziewiątą lokatę. Złoto podczas czempionatu przypadło wówczas niespodziewanie zawodnikowi z RPA Mariusowi Corbettowi (wygrał z wynikiem 88,40), srebro zdobył Steve Backley, a brąz reprezentant gospodarzy Konstandinos Gatsiudis. Mimo niepowodzenia na światowym czempionacie Železný zdołał jeszcze na koniec sezonu wygrać w japońskiej Fukuoce zawody finałowe cyklu Grand Prix IAAF uzyskując rezultat 89,58.
W kwietniu 1998 doznał na treningu urazu prawego ramienia i poddał się operacji. Z powodu kontuzji nie startował przez cały sezon i nie mógł wystąpić w mistrzostwach Starego Kontynetntu, które wygrał trzeci raz z rzędu Steve Backley.
Do sportu wrócił w 1999 wygrywając 8 maja zawody w Osace z wynikiem 87,57. W kolejnych startach Czech prezentował stabilną formę, a najlepszy rezultat w sezonie osiągnął na zawodach w Paryżu – 21 lipca posłał oszczep na odległość 89,06. W ostatnich dniach sierpnia w hiszpańskiej Sewilli odbywały się mistrzostwa świata. Eliminacje rozegrano 27 sierpnia, a Železný osiągnął w nich trzecią odległość – 84,31. Finałowy konkurs podczas czempionatu rozegrano 29 sierpnia. Po pierwszej kolejce prowadził Konstandinos Gatsiudis, a Czech zajmował czwartą lokatę. W drugiej próbie miotacz rzucił 87,67 i wysunął się na drugie miejsce – wszystkie kolejne próby przekroczył, a w piątej został dodatkowo pokonany przez Aki Parviainena i ostatecznie zajął trzecie miejsce zdobywając brązowy medal. Mistrzem świata został w Sewilli Parviainen z wynikiem 89,52, a srebro przypadło Gatsioudisowi, który rzucił 89,18. Po czempionacie, na zakończenie sezonu Czech uplasował się jeszcze na drugiej lokacie w finale Grand Prix.
Wynikiem 90,59 uzyskanym 24 marca 2000 na zawodach w Pretorii rozpoczął sezon olimpijski. W kolejnym starcie, 5 czerwca w Pradze osiągnął 90,56 – wynik ten w 2000 roku powtórzył jeszcze 28 lipca na Bislett Games w Oslo.

#### Letnie Igrzyska Olimpijskie 2000
Rywalizację oszczepników na igrzyskach olimpijskich w Sydney otworzyły eliminacje, które odbyły się 22 września. Czech w swojej pierwszej eliminacyjnej próbie uzyskał wynik 89,39 i zajął pierwszą lokatę w kwalifikacjach. Finał rozegrano 23 września. W pierwszej kolejce rzutów Železný wyszedł na prowadzenie dzięki wynikowi 89,41 – w drugiej serii lepszy wynik osiągnął jednak Steve Backley, który rzucił 89,85 i poprawił rekord olimpijski. Czech w swojej trzecie próbie oddał jednak lepszy rzut niż Backley i wynikiem 90,17 zapewnił sobie historyczny trzeci złoty medal igrzysk olimpijskich oraz ustanowił rekord olimpijski. Ostatecznie srebro zdobył Backley, a brąz przypadł w udziale zawodnikowi rosyjskiemu Siergiejowi Makarowowi.

### 2001–2004
Najlepszy rezultat w pierwszej części sezonu 2001 osiągnął na zawodach Żywiec Cup w Poznaniu, podczas których wygrał z wynikiem 91,23. Barierę 90 metrów przekroczył później jeszcze dwukrotnie na mistrzostwach świata w Edmonton. Zawody w Kanadzie odbyły się w połowie sierpnia – eliminacje rzutu oszczepem rozegrano 10 sierpnia. Czech w pierwszym swoim rzucie w kwalifikacjach osiągnął odległość 90,76 i ustanawiając nowy rekord mistrzostw awansował do finału, który przeprowadzono 12 sierpnia. Po pierwszej serii rzutów na prowadzeniu był broniący złota z 1999 roku Aki Parviainen, który osiągnął wynik 91,31. Železný w swojej pierwszej próbie uzyskał 81,76, a w drugiej wynikiem 92,80 zapewnił sobie trzeci w karierze tytuł mistrza świata oraz ustanowił rekord czempionatu. Srebro w Edmonton zdobył Parviainen, a brąz wywalczył Konstandinos Gatsiudis. Uzyskany przez Czecha na mistrzostwach wynik jest rekordem świata weteranów kategorii powyżej 35 roku życia. Po sukcesie w Kanadzie Czech wystartował w mityngach w Europie, a następnie pojechał startować do Australii. 6 września z wynikiem 87,52 zwyciężył w Brisbane w igrzyskach dobrej woli, a trzy dni później na stadionie w Melbourne rzucając 88,98 zajął pierwsze miejsce w finałowych zawodach cyklu Grand Prix.
Rok 2002 zaczął od wygrania z wynikiem 86,66 zawodów w Ostrawie. 30 czerwca uzyskał swój najlepszy wynik w sezonie rzucając w Sheffield 87,77. Na mistrzostwach Europy w Monachium w eliminacjach uzyskał w trzeciej próbie wynik 82,44 i awansował do finału. Oszczepnicy o medale rywalizowali 9 sierpnia – Czech oddał trzy niemierzone rzuty i ostatecznie nie został sklasyfikowany, a czempionem Starego Kontynentu został, czwarty raz w karierze, Steve Backley. Po nieudanych mistrzostwach Železný nie wystartował już w żadnych zawodach do końca sezonu.
24 maja 2003 roku na tradycyjnym mityngu rzutowym Erdgas Werfertage w Halle w Niemczech rozpoczął sezon wygrywając zawody z wynikiem 87,92. Później zwyciężył między innymi w Ostrawie, a także na mityngu cyklu Golden League w Paryżu. W połowie sierpnia wygrał jeszcze zawody w Zurychu, a następny start miał w końcu miesiąca na mistrzostwach świata. Eliminacje, podczas czempionatu, odbyły się w piątek 29 sierpnia. Ustalone na poziomie 81 metrów minimum kwalifikacyjne Czech osiągnął rzucając w pierwszej próbie na odległość 82,88 – ostatecznie do finału awansował z drugim wynikiem (lepszy miał Boris Henry – 83,43). Oszczepnicy o medale na Stade de France rywalizowali w niedzielę 31 sierpnia. Od pierwszej kolejki, po rzucie na odległość 85,44 prowadził Rosjanin Siergiej Makarow. Železný swój najlepszy rzut oddał w trzeciej kolejce gdy posłał oszczep na odległość 84,09 – wynik ten pozwolił czeskiemu lekkoatlecie na zajęcie ostatecznie czwartego miejsca w konkursie. Pierwsza trójka zawodów pozostawała niezmienna od pierwszej kolejki – złoto zdobył Makarow, srebro wywalczył Estończyk Andrus Värnik z rezultatem 85,17, a brąz przypadł reprezentantowi Niemiec Borisowi Henriemu, który rzucł 84,74. W ostatnim starcie sezonu Czech był drugi w światowym finale lekkoatletycznym.
Sezon olimpijski 2004 Czech zaczął od startu w Dosze, gdzie podczas Qatar Athletic Super Grand Prix zajął czwarte miejsce z wynikiem 77,46. 8 czerwca w Ostrawie uzyskał swój najlepszy rezultat w sezonie rzucająć na odległość 86,12. W ostatnim starcie w 2004 był trzeci w finale IAAF w Monako.

#### Letnie Igrzyska Olimpijskie 2004
Eliminacyjny konkurs rzutu oszczepem na igrzyskach olimpijskich w Atenach rozegrano 26 sierpnia. W swoim pierwszym rzucie Czech osiągnął odległość 81,18 (minimum kwalifikacyjne wynosiło 81 metrów) i z dziewiątym rezultatem awansował do finału. Kwalifikacje wygrał Breaux Greer z USA, który opuścił stadion kulejąc. Finałowe zmagania oszczepników odbyły się 28 sierpnia. Po pierwszej serii rzutów Železný zajmował z wynikiem 76,77 dziewiątą lokatę. W drugiej kolejce Czech poprawił swój wynik rzucając 79,98 jednak i tak spadł na dziesiątą lokatę, a w trzeciej próbie uzyskał rezultat 80,59, który pozwolił mu zająć dziewiątą pozycję, ale nie dał awansu do wąskiego finału. Medale w Atenach zdobyli Andreas Thorkildsen (złoto), Vadims Vasiļevskis (srebro) oraz Siergiej Makarow (brąz).

### 2005–2006
Po ateńskich igrzyskach w roku 2005 Železný nie był w najwyższej formie. 17 lipca wygrał zawody w Salonikach osiągając wynik 83,43. Czech startował później w Oslo (piąta lokata) oraz w Zurychu (czwarte miejsce). 28 sierpnia wygrał mityng w Rieti, a 10 września w Monako zajął czwartą pozycję w światowym finale lekkoatletycznym uzyskując najlepszy wynik w sezonie – 83,98.
Ostatnim sezonem w karierze czeskiego lekkoatlety był rok 2006. Na początku maja był drugi w Dosze, osiągając jednocześnie najlepszy wynik w sezonie – 86,07. Później startował w Ostrawie i Sztokholmie zajmując odpowiednio trzecie i drugie miejsce. Najważniejszymi zawodami w sezonie były rozgrywane w szwedzkim Göteborgu mistrzostwa Europy, przed którymi Czech z wynikiem uzyskanym w Katarze zajmował na listach europejskich piąte miejsce. Eliminacje podczas czempionatu odbyły się w poniedziałek 7 sierpnia. Železný awans do finału zapewnił sobie rzutem na odległość 80,60, który oddał w pierwszej serii. W finale, rozegranym 9 sierpnia, Czech już w pierwszej kolejce osiągnął swój najlepszy wynik – 85,92 – i zajmował w konkursie drugie miejsce za Finem Tero Pitkämäkim. Wszystkie pozostałe próby Železný miał przekroczone, a rzutem w ostatniej kolejce na odległość 88,78 pierwszy w karierze tytuł mistrza Starego Kontynentu zapewnił sobie Andreas Thorkildsen. Ostatecznie Czech zajął trzecie miejsce, zdobył drugi w karierze brąz mistrzostw Europy – w dniu finału miał już 40 lat i 42 dni. Uzyskany przez Železnego wynik w finale europejskiego czempionatu jest aktualnym rekordem świata weteranów w kategorii sportowców powyżej 40 roku życia. Po mistrzostwach zajął siódmą lokatę w zawodach Weltklasse Zürich oraz był szósty w światowym finale lekkoatletycznym. Ostatni raz w karierze wystąpił podczas pokazowych zawodów w swoim rodzinnym mieście – Mladej Boleslavi – 19 września. Oszczepnik wygrał wówczas z wynikiem 82,19 osiągając ten rezultat w swoim ostatnim w karierze rzucie (seria: 81,92 – X – 81,99 – 82,19), który oddał o godzinie 17:53 czasu środkowoeuropejskiego. Czech planował ostatni start podczas mityngu w Jokohamie, jednak silny ból ścięgna achillesa zmusił go do odwołania tego występu.

## Nagrody
W 2000 wybrany został Lekkoatletą roku IAAF. W organizowanym od 1993 roku przez European Athletics plebiscycie European Athlete of the Year Trophy zwyciężył w 1996 oraz 2000 roku. Jan Železný był wybierany najlepszym lekkoatletą Czech w 1993, 1994, 1995, 1996, 2000 oraz 2001 roku, a w 1991 został najlepszym lekkoatletą Czechosłowacji. Po sezonie 2012 znalazł się w gronie 51 europejskich trenerów uhonorowanych przez European Athletics nagrodą European Atletics Coaching Awards.

## Po zakończeniu kariery
Od 1999 związany jest z Międzynarodowym Komitetem Olimpijskim. Od 2010 Železný pełni funkcję dyrektora mityngu Zlatá Tretra w Ostrawie. Jest trenerem oszczepników, a wśród jego podopiecznych znajdują się reprezentanci Czech: mistrzyni olimpijska Barbora Špotáková, Petr Frydrych – aktualny młodzieżowy rekordzista Czech i posiadacz trzeciego w historii czeskiej lekkoatletyki wyniku w rzucie oszczepem (88,23) oraz Vítězslav Veselý mistrz Europy z 2012 roku. W 2011 oraz 2012 został wybrany lekkoatletycznym trenerem roku w Czechach. W 2011 dołączył do grona trenerów utytułowanego fińskiego oszczepnika Tero Pitkämäkiego.

## Osiągnięcia
| Rok  | Zawody                              | Miejsce             | Pozycja           | Rezultat | Źródło       |
| ---- | ----------------------------------- | ------------------- | ----------------- | -------- | ------------ |
| 1983 | Mistrzostwa Europy juniorów         | Schwechat           | 6. miejsce        | 71,26    | [ 25 ]       |
| 1985 | Mistrzostwa Europy juniorów         | Chociebuż           | 4. miejsce        | 75,10    | [ 26 ]       |
| 1986 | Mistrzostwa Europy                  | Stuttgart           | el. – 18. miejsce | 75,90    | [ 27 ]       |
| 1987 | Finał A pucharu Europy              | Praga               | 3. miejsce        | 81,18    | [ 28 ]       |
| 1987 | Mistrzostwa świata                  | Rzym                | 3. miejsce        | 82,20    | [ 3 ] [ 30 ] |
| 1987 | Finał Grand Prix IAAF               | Bruksela            | 3. miejsce        | 79,26    | [ 7 ]        |
| 1988 | Igrzyska olimpijskie                | Seul                | 2. miejsce        | 84,12    | [ 2 ]        |
| 1989 | Finał A pucharu Europy              | Gateshead           | 2. miejsce        | 79,44    | [ 28 ]       |
| 1990 | Mistrzostwa Europy                  | Split               | el. – 13. miejsce | 77,64    | [ 33 ]       |
| 1991 | Finał A pucharu Europy              | Frankfurt nad Menem | 1. miejsce        | 82,84    | [ 28 ]       |
| 1991 | Mistrzostwa świata                  | Tokio               | el. – 18. miejsce | 76,26    | [ 3 ] [ 34 ] |
| 1991 | Finał Grand Prix IAAF               | Barcelona           | 1. miejsce        | 87,76    | [ 7 ]        |
| 1992 | Igrzyska olimpijskie                | Barcelona           | 1. miejsce        | 89,66    | [ 2 ]        |
| 1992 | Puchar świata                       | Hawana              | 1. miejsce        | 88,26    | [ 6 ]        |
| 1993 | Superliga pucharu Europy            | Rzym                | 1. miejsce        | 89,84    | [ 28 ]       |
| 1993 | Mistrzostwa świata                  | Stuttgart           | 1. miejsce        | 85,98    | [ 3 ] [ 38 ] |
| 1993 | Finał Grand Prix IAAF               | Londyn              | 1. miejsce        | 88,28    | [ 7 ]        |
| 1994 | Mistrzostwa Europy                  | Helsinki            | 3. miejsce        | 82,58    | [ 4 ]        |
| 1995 | Mistrzostwa świata                  | Göteborg            | 1. miejsce        | 89,58    | [ 3 ] [ 43 ] |
| 1995 | Finał Grand Prix IAAF               | Monako              | 1. miejsce        | 92,28    | [ 7 ]        |
| 1996 | Igrzyska olimpijskie                | Atlanta             | 1. miejsce        | 88,16    | [ 2 ]        |
| 1997 | Mistrzostwa świata                  | Ateny               | 9. miejsce        | 82,04    | [ 50 ]       |
| 1997 | Finał Grand Prix IAAF               | Fukuoka             | 1. miejsce        | 89,58    | [ 7 ]        |
| 1999 | Mistrzostwa świata                  | Sewilla             | 3. miejsce        | 87,67    | [ 3 ] [ 56 ] |
| 1999 | Finał Grand Prix IAAF               | Monachium           | 2. miejsce        | 87,71    | [ 7 ]        |
| 2000 | Igrzyska olimpijskie                | Sydney              | 1. miejsce        | 90,17    | [ 2 ]        |
| 2001 | Mistrzostwa świata                  | Edmonton            | 1. miejsce        | 92,80    | [ 3 ] [ 61 ] |
| 2001 | Igrzyska Dobrej Woli                | Brisbane            | 1. miejsce        | 87,52    | [ 63 ]       |
| 2001 | Finał Grand Prix IAAF               | Melbourne           | 1. miejsce        | 88,98    | [ 7 ]        |
| 2002 | Mistrzostwa Europy                  | Monachium           | –                 | NM       | [ 64 ]       |
| 2003 | Mistrzostwa świata                  | Paryż               | 4. miejsce        | 84,09    | [ 69 ]       |
| 2003 | Światowy finał lekkoatletyczny IAAF | Monako              | 2. miejsce        | 84,33    | [ 70 ]       |
| 2004 | Igrzyska olimpijskie                | Ateny               | 9. miejsce        | 80,59    | [ 1 ]        |
| 2004 | Światowy finał lekkoatletyczny IAAF | Monako              | 3. miejsce        | 82,01    | [ 70 ]       |
| 2005 | Światowy finał lekkoatletyczny IAAF | Monako              | 4. miejsce        | 83,98    | [ 77 ]       |
| 2006 | Mistrzostwa Europy                  | Göteborg            | 3. miejsce        | 85,92    | [ 5 ] [ 80 ] |
| 2006 | Światowy finał lekkoatletyczny IAAF | Stuttgart           | 6. miejsce        | 81,61    | [ 83 ]       |

## 10 najlepszych rezultatów
| Wynik    | Data                  | Miejsce      |
| -------- | --------------------- | ------------ |
| 98,48 WR | 25 maja 1996(dts)     | Jena         |
| 95,66    | 29 sierpnia 1993(dts) | Sheffield    |
| 95,54    | 6 kwietnia 1993(dts)  | Polokwane    |
| 94,64    | 31 maja 1996(dts)     | Ostrawa      |
| 94,02    | 26 marca 1997(dts)    | Stellenbosch |
| 92,80    | 12 sierpnia 2001(dts) | Edmonton     |
| 92,42    | 28 maja 1997(dts)     | Ostrawa      |
| 92,28    | 9 września 1995(dts)  | Monako       |
| 92,12    | 27 sierpnia 1995(dts) | Londyn       |
| 92,12    | 15 września 1995(dts) | Tokio        |